# François Coquery
François Coquery (né le 22 septembre 1948 à Jars,) est un coureur cycliste français, actif dans les années 1960 et 1970.

## Biographie
François Coquery naît au sein d'une famille de fermiers berrichons. Formé à la SV Vailly, il obtient ses premiers succès régionaux en 1968. 
En 1970, il se distingue sur le Tour de l'Avenir en terminant huitième du classement général et deuxième du classement de la montagne. Il passe ensuite professionnel en 1971 dans l'équipe Fagor-Mercier-Hutchinson. Dès sa première saison, il participe au Tour de France, aux côtés notamment de Cyrille Guimard. L'année suivante, il prend la quatrième place de Paris-Camembert. Il continue à courir chez les professionnels jusqu'en 1974,, sans toutefois obtenir d'autres résultats notables. 
Son frère Michel fut également un brillant amateur cycliste

## Palmarès
- 1968
  - Prix des Vins Nouveaux
  - Grand Prix des Foires d'Orval
  - 3e du Circuit des Deux Ponts
- 1969
  - Circuit de Saône-et-Loire :
    - Classement général
    - 2e étape

  - 4e étape du Tour des Alpes de Provence
  - 2e du Prix de La Charité-sur-Loire
  - 2e du Prix des Vins Nouveaux
- 1970
  - Grand Prix de Villapourçon
  - 2e de la Flèche d'or
  - 3e de Paris-Vailly

## Résultats sur les grands tours

### Tour de France
1 participation
- 1971 : 56e

### Tour d'Italie
1 participation
- 1973 : abandon (6e étape)